# Incilius marmoreus
Incilius marmoreus es una especie de anfibio anuro de la familia Bufonidae.

## Distribución geográfica
Esta especie es endémica de México. Habita en la costa del Pacífico, desde el sur de Sonora hasta el norte de Chiapas y en la costa del Atlántico hasta Veracruz.

## Publicación original
- Wiegmann, 1833 : Herpetologische Beiträge. I. Über die Mexicanischen Kröten nebst Bemerkungen über ihnen verwandte Arten anderer Weltgegenden. Isis von Oken, vol. 26, p. 651–662[5]